# Санта Прокула (Рим)
Санта Прокула је насеље у Италији у округу Рим, региону Лацио.
Према процени из 2011. у насељу је живело 413 становника. Насеље се налази на надморској висини од 79 м.